# Paranapiacaba admirationis
Paranapiacaba admirationis là một loài bọ cánh cứng trong họ Chrysomelidae. Loài này được Olivier miêu tả khoa học năm 1808.